# ارمنیان بلغارستان
ارمنیان پنجمین اقلیت بزرگ بلغارستان می‌باشند. برپایهٔ سرشماری سال ۲۰۱۱ میلادی ۶۵۵۲ تن ارمنی می‌زیند، اگرچه منابع ارمنی جمعیت ارمنیان این کشور را تا ۲۲هزارتن نیز برآورد نموده‌اند.
پیشینهٔٔ حضور ارمنیان در بالکان به سدهٔ پنجم میلادی بازمی‌گردد. در این زمان بخشی از سواره‌نظام بیزانس را ارمنی‌هایی تشکیل می‌دادند که به این سرزمین نقل مکان کردند. ارمنی‌ها از سده‌های میانه تاکنون نقش برجسته‌ای در تاریخ بلغارستان داشته‌اند. بیشتر ارمنیان بلغارستان در شهرهای صوفیه، پلوودیو، وارنا و بارگاس می‌زیند. زبان سنتی ارمنیان بلغارستان، زبان ارمنی غربی است، ولی بیشتر ارمنیان این کشور بر زبان بلغاری که زبان رسمی این کشور است مسلطند.

## سرشناسان
- آرتین آرتینیان
- آرمن هامبارتسومیان
- مایکل آرلن
- یولیا بربریان-مالیوا
- استیون درونیان
- استپان ساکلاریان
- آرمن نازاریان
- نورایر نوریکیان
- ساموئل بلغارستان
- فیلیپ کیرکوروف
- کاترینا مالیوا
- ماگدالنا مالیوا
- مانوئلا مالیوا
- آلیس پانیکیان
- سیلوی وارتان

## نگارخانه

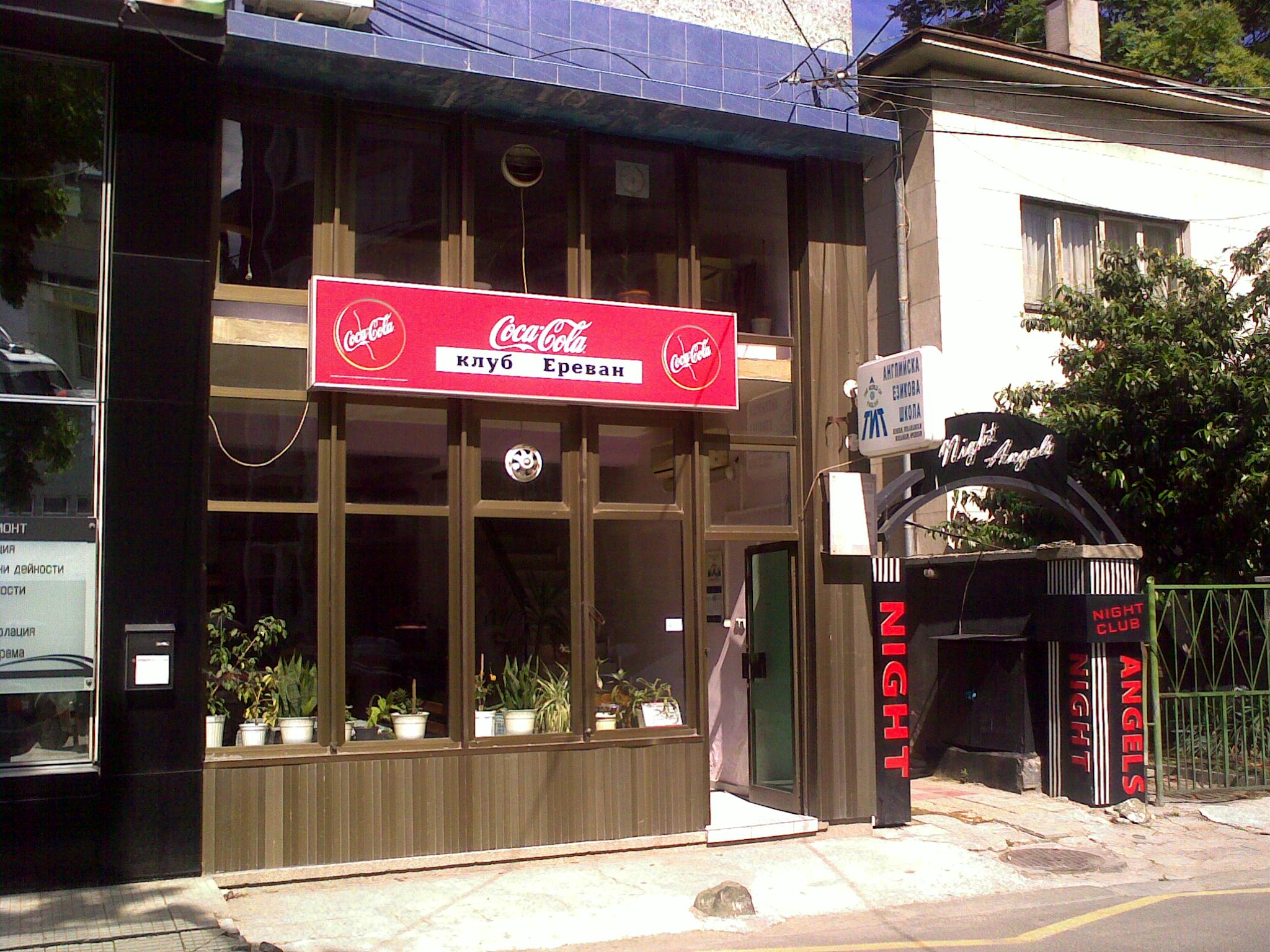
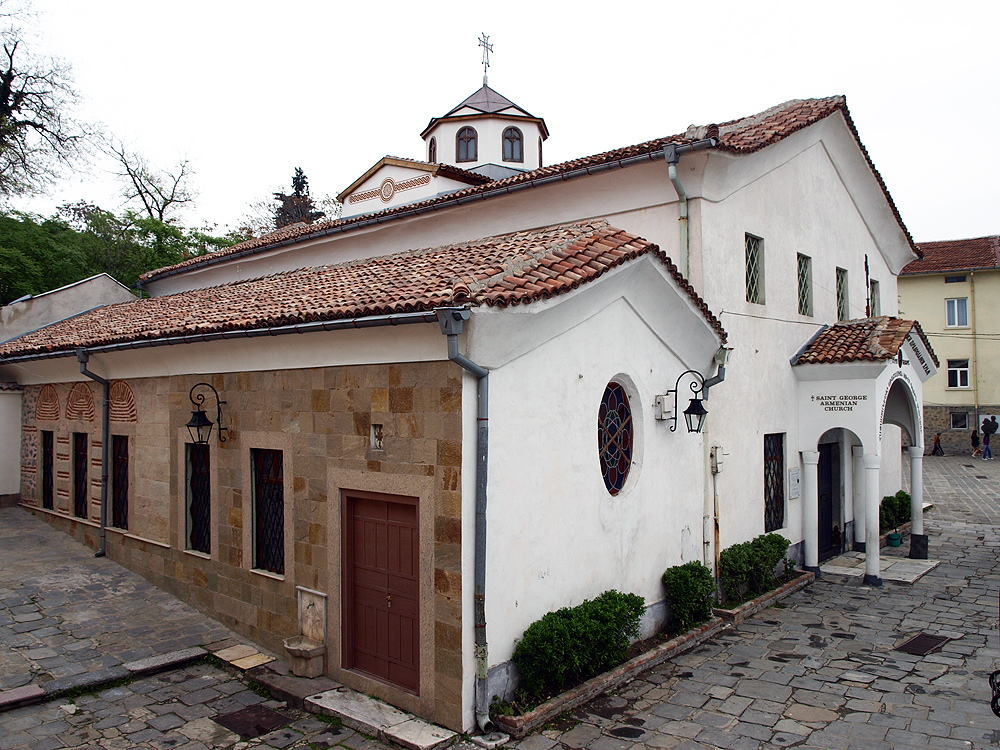
کلیسای حواری ارمنی گئورگی قدیس در شهر پلوودیو بلغارستان
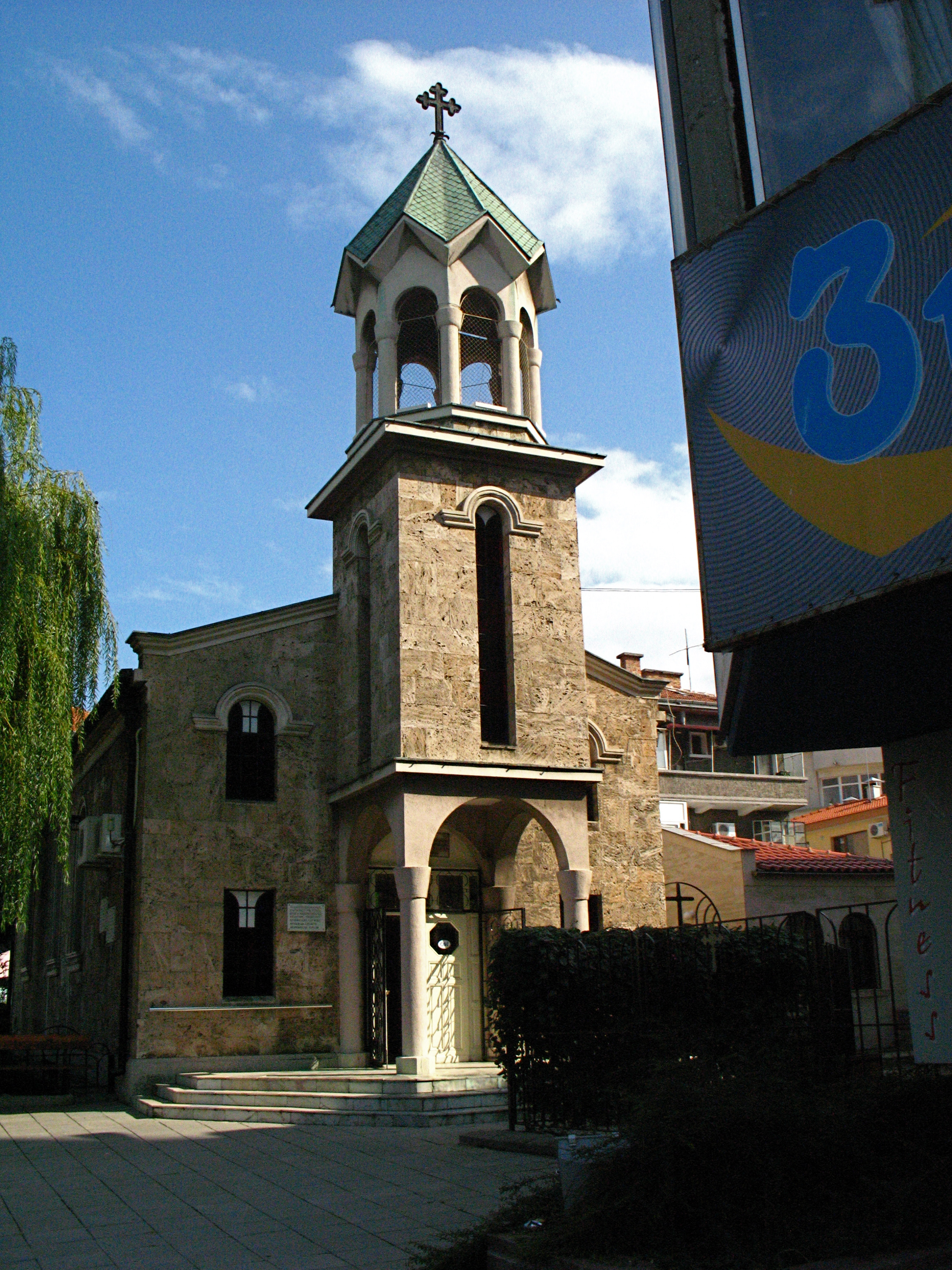
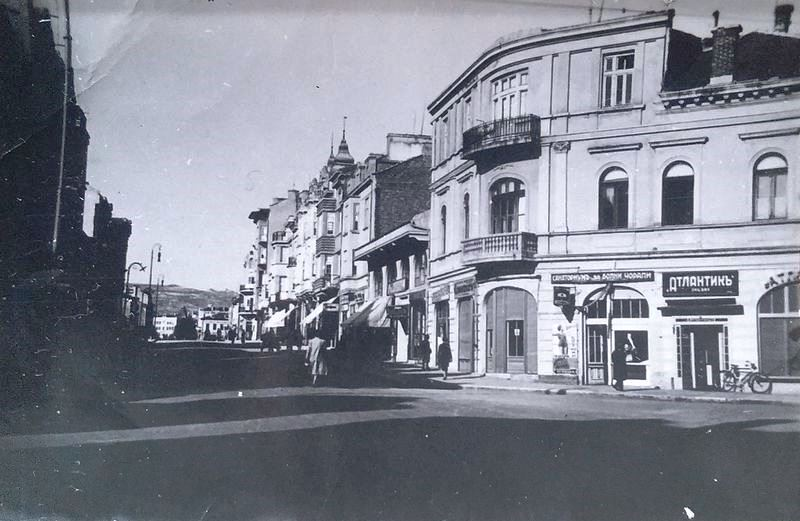
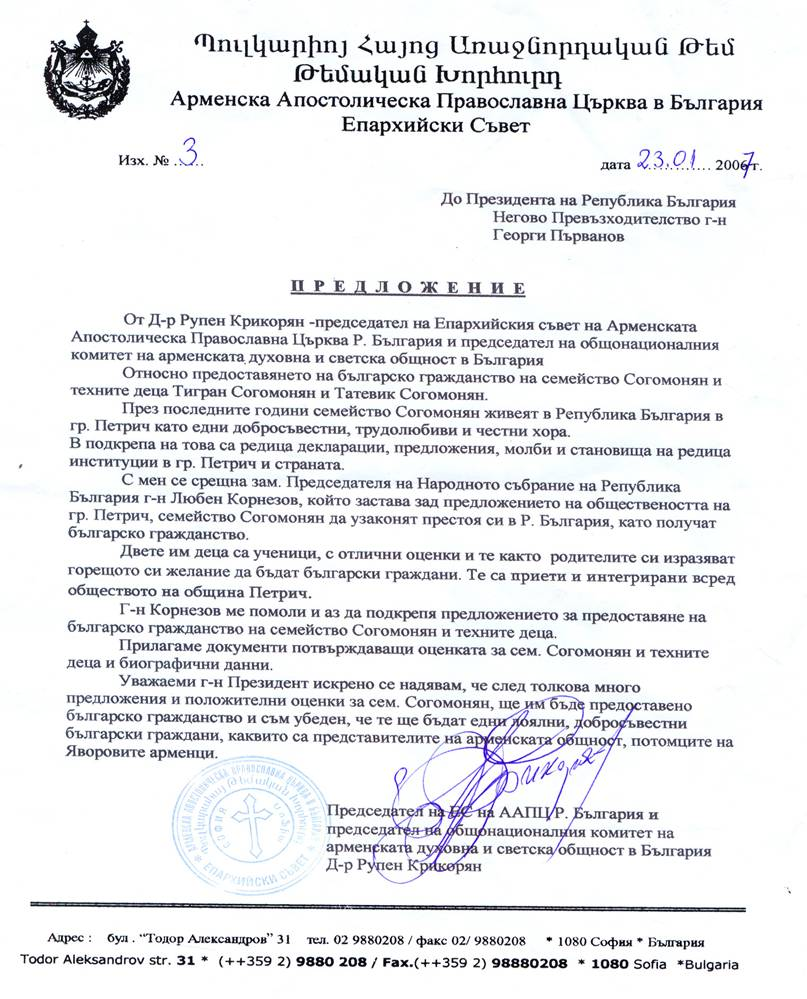